# Malá Roudka
Malá Roudka (en allemand : Klein Rautka) est une commune du district de Blansko, dans la région de Moravie-du-Sud, en République tchèque. Sa population s'élevait à 213 habitants en 2020.

## Géographie
Malá Roudka se trouve à 18 km au sud de Moravská Třebová, à 27 km au nord de Blansko, à 46 km au nord de Brno et à 167 km à l'est-sud-est de Prague.
La commune est entièrement englobée dans le territoire de Velké Opatovice.

## Histoire
La première mention écrite de la localité date de 1355.